# Zwei Ansichten
Zwei Ansichten ist ein Roman von Uwe Johnson aus dem Jahr 1965. Aus dem Gesichtskreis zweier junger Leute, eines westdeutschen Fotografen und einer Ostberliner Krankenschwester, wird über den Mauerbau und seine Folgen erzählt.

## Inhalt
Im August 1961 wird dem 25-jährigen Pressefotografen Herrn B. aus dem Holsteinischen in Westberlin der ausländische Sportwagen gestohlen. Der hoch gewachsene, steife B. mit dem dicklichen Gesicht bleibt in Berlin, um nach dem verschwundenen Wagen zu suchen. Nebenbei macht er Fotos an der frisch hochgezogenen Berliner Mauer und will nach der fast 21-jährigen Ostberliner Krankenschwester D. Ausschau halten. Im Januar hatte B. ein einwöchiges Verhältnis mit ihr begonnen. D.s Mutter, die in Potsdam lebt, versteht nicht, weshalb die Tochter in Ostberlin geblieben ist, nachdem ihr der ostdeutsche Staat den Zugang zum Medizinstudium verwehrt hat. Der verstorbene Vater, ehemals höherer Wehrmachtsoffizier, gilt als Kriegsverbrecher.
D. hatte manchmal Westberliner Apotheken aufgesucht und Ostberliner Ärzten westliche Medikamente mitgebracht. Als sich eine Gelegenheit zur Flucht in den Westen bietet, nutzt sie diese nicht, weil sie sich für ihren jüngeren Bruder verantwortlich fühlt. Zudem ist das mit B. begonnene Verhältnis durch Streitigkeiten, die politische Auffassungen betreffen, belastet. D. hält B., der in der Bundeswehr gedient hat, für politisch unbedarft.
Die Polizei lädt B. vor. Ein Sohn wohlhabender Eltern aus Württemberg hatte B.s Wagen gestohlen. Der Versuch, die Ostberliner Verlobte nach dem Westen zu entführen, war am Schlagbaum mit Fahrzeugtotalschaden zu Ende gewesen. Die Eltern des Heißsporns entschädigen B. mit einem äquivalenten Geldbetrag.
D.s jüngerer Bruder flüchtet nach Bayern, kann dort aber nicht studieren, sondern wird auf dem Bau Handlanger. Nun will D. Ostdeutschland verlassen. Sie teilt B. ihre Fluchtabsicht mit, macht aber einen Fluchtweg zur Bedingung, auf dem keine Schüsse fallen. B. will D. „raushelfen“. Zwar wagt er sich nicht mehr über die Grenze, gibt aber Fluchthelfern 500 Mark und holt sich in Stuttgart einen fabrikneuen Wagen. Damit möchte er D. im Westen beeindrucken.
D. flieht als österreichische Touristin maskiert via Kopenhagen und begibt sich an B.s Krankenbett. B., von der Überführung seines neuen Automobils überanstrengt, war als Fußgänger gegen einen Omnibus gelaufen. Der Kranke macht seiner ostdeutschen Freundin einen Heiratsantrag. D. will es sich überlegen. Von Holstein hält sie nichts. Westberlin muss es sein.

## Selbstzeugnis
In der Literaturstelle Uwe Johnson: Auskünfte und Abreden zu „Zwei Ansichten“ unten in diesem Artikel wird im Untertitel der Interviewer Mike S. Schoelman genannt. Neumann behauptet, den Deutschamerikaner Schoelman gebe es gar nicht und Johnson habe alles erfunden.
Hier also Johnsons „Antworten“: Merkmale des Romeo-und-Julia-Stoffes seien aufzählbar. So trete zum Beispiel die Familienfehde lediglich in neuem Gewande auf. Staaten statt Familien wollten ihre Kinder behalten.
Im Vergleich zu anderen Romanen des Autors sei „Zwei Ansichten“ in der Tat denkbar einfach gebaut. Es gehe nur um einen Mann und eine Frau, deren Topoi, Aktivitäten, Weltbilder, Entscheidungen et cetera streng separat vorgetragen werden würden. In dieses Konzept passe nun auch die Wahl zweier sogenannter „einfacher Leute“ als einzige Protagonisten. Denn die seien repräsentativ für die Alltagsnöte des Volkes. Johnson meide in dem Zusammenhang die Wahl von Rolex-Uhren-Trägern (H. Böll) als Figuren seiner Geschichten.

## Form
Johnson lässt in der wörtlichen Rede die Anführungszeichen kurzerhand weg. D. lässt er ungepflegtes Deutsch sprechen. Zum Beispiel sagt sie „nu“ (nun), „nich“ (nicht), „genuch“ (genug), „de“ (du) und „bleibste“ (bleibst du). Manchmal betritt der Erzähler kurze Seitenpfade, die als Geplauder zum Thema aufgefasst werden können. Wenn der Erzähler dem Leser beibringen möchte, welches Mittelmaß seine beiden Protagonisten sind, greift er andere Leute als Vergleichspersonen aus der Luft, die viel besser gewesen sein sollen.
Johnsons Deutsch ist manchmal keines. Er schreibt da: „Sie brauchte Wochen für drei Sätze, ehe ihr alle Worte richtig standen, so daß B. hoffentlich nicht anders konnte, als sie verstehen, so daß keins ihr zuviel auflegte.“ Oder: „Sie merkte sich bewegen, sie war aber von sich entfernt.“ Und von vermölter Ordnung und vergrätzten Beamten ist die Rede. Die Hündin Henriette quiemt. Bei Wruke aber kann ein gutes Wörterbuch neben der Leselampe weiterhelfen. Im Großen und Ganzen wird D. als Krankenschwester hingestellt, die der Humanitas verpflichtet ist. Wenn darauf von einem „Einzelzimmer zum Totpflegen“ die Rede ist, stutzt der Leser und denkt an einen schlechten Scherz.
Ganz am Textende tritt der Erzähler gleich zweimal hintereinander vor die Rampe nach dem Motto: Ich bin dabei gewesen. Einmal will er bei B.s oben erwähnten Verkehrsunfall neben dem Bus gestanden haben und dann habe ihm D. – unter dem Siegel der Verschwiegenheit – alles erzählt. Das sind noch nicht alle Lächerlichkeiten. Wahrscheinlich soll sich der Leser beim Umgang des Erzählers mit Namen vor Lachen auf die Schenkel schlagen. Auch wenn es nicht um B. oder D. geht, von keinem einzigen Menschen wird ein Name mitgeteilt, wohl aber wird eine Hündin namentlich gerufen: Henriette.
Ausgesprochen selten, aber von unerhörtem Hintersinn ist da doch „das Wort von der Vereinigung der deutschen Restgebiete“.
Nach Hoppe verharrt der Erzähler im Äußerlichen; meidet also so etwas wie den inneren Monolog. Durzak zitiert D. Migner, der vermute, Johnson habe auf die Primitivform zurückgegriffen, weil ihm (zum Beispiel nach dem Achim) die Unüberschaubarkeit angekreidet worden wäre. Hier nun berichte ein nicht allwissender Erzähler alternierend aus der Sicht des B. und der D. So bekäme der Leser „Zwei Ansichten der Realität“ geboten, gleichsam Allegorien auf zwei nebeneinander existierende deutsche Staaten. Während B.s Weltsicht von der BRD-Konsumideologie bestimmt werde und er D. zu einem Phantasiegeschöpf hochstilisiere, dominierten bei D. andere Werte; die Arbeit zum Nutzen der Gesellschaft und die „Hilfe für den Nächsten“. Durch Johnsons übersteigerte Sachlichkeit – zum Beispiel bei der Darstellung der Flucht – leide die künstlerische Textgestalt.

## Rezeption
- Alewyn kommt nicht darüber hinweg, dass Sprachschluderei (wie sie zum Beispiel eingangs des Kapitels Form, siehe oben, anklang) auch noch mit den erlesensten Preisen, die sich denken lassen, belohnt wird. Folglich unterzieht er wunderliche Beispielsätze einer schonungslosen Analyse und weist insbesondere Johnson Unsicherheit nach: Wenn sich der Autor mit seinen mitunter doch sehr waghalsigen syntaktischen Konstruktionen gar zu weit von verständlicher Satzaussage entfernt und zum gutmütigen Überlesen des offensichtlichen Zinnobers zwingt, schiebe er vorsichtshalber eine „Erklärung“ nach. Kaiser geht in derselben Ausgabe der unten genannten Tageszeitung auf Alewyns Klauberei ein und möchte gern – ebenso pennibel wie sein Vorredner – nachweisen, dass überhaupt nicht geschludert wurde. Bei seiner Attacke gibt Kaiser vor, er habe nichts gegen Alewyn. Werner Betz pflichtet Alewyn bei und stellt sich gegen Kaiser[18].
- Sicherlich habe Johnson die Flucht seiner Freundin Elisabeth Schmidt in den Westen verarbeitet. Der Roman sei den Fluchthelfern Bernt und Sonja Richter aus der Girrmann-Gruppe gewidmet[19]. Neumann geht den autobiographischen Elementen nach, zeigt zum Beispiel, auch Manfred Bierwisch[20] kommt in dem Roman vor. Der Text nähere sich dem Journalismus[21]. Neumann konstruiert einen Bezug zum nouveau roman: Alain Robbe-Grillets Le voyeur[22].
- Grambow[23] nennt Johnsons Erklärungsversuche zu den Namen B. und D. Selbstverständlich erreichten diese Bemühungen bei den hämischen unter den Journalisten das Gegenteil. Der ratlose, aber findige Leser hatte an der Auslegung BRD für B. und DDR für D. Gefallen gefunden und einen verärgerten Uwe Johnson auf den Plan gerufen[A 2].
- Golisch[24] kommt sich gelangweilt vor. Johnson erzähle immer dieselbe Geschichte. Die Rezensentin stellt das fehlende Reflektieren als Makel hin[25]. Wie jeder Rezensent, so geht auch Hanuschek auf die beiden „einfachen Leute“ ein. Er führt das unscharfe Denken sowie die mangelnde Kraft zur strengen Analyse der beiden Hauptpersonen auf und nennt den Simplizitäts-Vorwurf, diesen einhellig prägenden Stempel seiner Kollegen, albern[26].
- Jahn und Mitarbeiter entdecken in Johnsons Arbeiten ein gemeinsames Merkmal[27] – das Aufbrechen der narrativen Ordnung. Wenn Johnson etwas wirklich und gründlich gelungen ist, dann diese soeben genannte Erzeugung von Unordnung. Adorno sei einer von Johnsons Vordenkern[28]. Johnson zeige, Annäherung der Menschen in Ost und West beträfe immer den Einzelnen[29]. Das Scheitern der Liebe zwischen B. und D. habe nichts mit Politik zu tun. Ursache seien die grundverschiedenen Charaktere[30]. Bernard Larsson und sein Bildband könnten Vorbilder für die Figur des B. gewesen sein[31]. Fehlende Zeitverweise raubten dem Leser die Orientierung[32]. Erschwerend kommt hinzu, das Erzählen über B. und D. weist keine Unterschiede auf. Jahn und Mitarbeiter – wohlwollend – nehmen das unverständlicherweise als Pointe[33]. Jahn lobt, der Text sei detailliert und distanziert zugleich[34].
- Hätte Günter Grass etwas zu sagen gehabt, hätte das Buch Königskinder geheißen.[35] Die neuere Literaturgeschichtsschreibung redet zwar von einer „linear erzählten Liebesgeschichte“[36], doch die Fabel hat mit Liebe recht wenig zu tun.[37]
- Hoppe schreibt, Uwe Johnson habe Günter Blöckers Wort vom „Dichter der beiden Deutschland“ – auf seine Person bezogen – nicht gewollt[38]. Man könnte vermuten, so schreibt Hoppe weiter, der Text beschreibe nur die DDR, nicht aber die BRD[39]. Hoppe bescheinigt dem Autor Objektivität. Johnson habe in Westdeutschland weder Sympathie für die DDR noch für die BRD gezeigt[40]. Somit zur Behandlung der deutschen Frage in entdramatisierter Form prädestiniert, folge zwanglos die karge Form und die lapidare Sprache der „Zwei Ansichten“[41]. Der Text sei keineswegs einfältig, sondern – im Gegenteil – vieldeutig, polyphon und somit modern[42]. Der Roman müsse nicht nur literarisch, sondern auch kulturell rezipiert werden[43]. Hoppe stellt sich das so vor: Indem sich D. von B. abwende, besinne sie sich und steuere – kulturpolitisch gesprochen – auf eine Neue Ostpolitik[44] zu. Johnson habe die deutsche Wiedervereinigung seinerzeit „gründlich und geduldig“[45] vorbereitet. D. stehe in der Literatur zum Thema „Flucht aus der DDR“ als glücklicher Flüchtling einsam da auf weiter Flur[46]. Hoppe lobt den Roman als herausragenden Text, der Mauerbau und anschließende Fluchtversuche literarisch akzeptabel beschreibe[47]. Johnson präsentiere ein zutreffendes Bild vom in zwei Teile zerschlagenen Deutschland[48]. Die Wahl des Mauerfotografen B. sei Medienkritik: Die Aufzählung banaler Bilder verflache die Kulturlandschaft unerträglich[49]

### Textausgaben
Erstausgabe und verwendete Ausgabe
- Zwei Ansichten. 243 Seiten, Leinen. Suhrkamp, Frankfurt am Main 1965

### Sekundärliteratur
- Uwe Johnson: Auskünfte und Abreden zu „Zwei Ansichten“. S. 219–222 (aus: Dichten und Trachten, 1965, Nr. XXVI, S. 5–10) in: Rainer Gerlach (Hrsg.), Matthias Richter (Hrsg.): Uwe Johnson. Suhrkamp, Frankfurt am Main 1984 (suhrkamp taschenbuch 2061), ISBN 3-518-38561-5
- Manfred Durzak: Politische Bestandsaufnahme: „Zwei Ansichten“. S. 223–237 (aus: Durzak: Der deutsche Roman der Gegenwart. Böll. Grass. Johnson. Wolf. Stuttgart 1979) in: ebenda
- Richard Alewyn: Eine Materialprüfung. S. 238–247 (aus: Süddeutsche Zeitung vom 28. August 1971) in: ebenda
- Joachim Kaiser: Nachprüfung einer Nachprüfung. S. 248–251 (aus: Süddeutsche Zeitung vom 28. August 1971) in: ebenda

- Wilfried Barner (Hrsg.): Geschichte der deutschen Literatur. Band 12: Geschichte der deutschen Literatur von 1945 bis zur Gegenwart. C. H. Beck, München 1994, ISBN 3-406-38660-1
- Sven Hanuschek: Uwe Johnson. Morgenbuch Verlag, Berlin 1994 (1. Aufl., Köpfe des 20. Jahrhunderts, Bd. 124), ISBN 3-371-00391-4
- Stefanie Golisch: Uwe Johnson zur Einführung. Junius. Hamburg 1994, ISBN 3-88506-898-2
- Bernd Neumann: Uwe Johnson. Europäische Verlagsanstalt, Hamburg 1994, ISBN 3-434-50051-0. S. 445–454, S. 512–538
- Jürgen Grambow: Uwe Johnson. Rowohlt, Reinbek bei Hamburg 1997 (Aufl. 2000), ISBN 3-499-50445-6
- Rainer Benjamin Hoppe: Zwei Ansichten. Zu Uwe Johnsons Deutschlandbild. In: Jan Badewien (Hrsg.), Hansgeorg Schmidt-Bergmann (Hrsg.): Mutmaßungen über Uwe Johnson. Heimat als geistige Landschaft. Herrenalber Forum Bd. 43, Bad Herrenalb 2004, ISBN 3-89674-544-1 (© Evangelische Akademie Baden, Karlsruhe 2005), S. 80–103.
- Kristin Jahn: „Vertell, vertell. Du lüchst so schön.“ Uwe Johnsons Poetik zwischen Anspruch und Wirklichkeit. Universitätsverlag Winter, Heidelberg 2006, ISBN 3-8253-5146-7. S. 183–230
- Carsten Gansel: Uwe Johnsons Frühwerk, der IV. Schriftstellerkongress 1956 und die Tradition des deutschen Schulromans (Digitalisat)